# 牙玛扎西其寺
牙玛扎西其寺，位于中国青海省同仁市双朋西乡，为青海省市县级文物保护单位，公布日期为2001年6月18日，类型为古建筑。
牙玛扎西其寺的历史年代为清。